# Linognathoides faurei
Linognathoides faurei är en insektsart som beskrevs av Bedford 1920. Linognathoides faurei ingår i släktet Linognathoides och familjen ledlöss. Inga underarter finns listade i Catalogue of Life.